# Iso-Kokkonen
Iso-Kokkonen är en ö i Finland. Den ligger i vattendraget Pöyrisjoki och i kommunen Enontekis i den ekonomiska regionen  Fjäll-Lappland  och landskapet Lappland, i den norra delen av landet, 900 km norr om huvudstaden Helsingfors. Öns area är 3,4 hektar och dess största längd är 250 meter i nord-sydlig riktning.